# Günther Lüschen
Günther Lüschen (* 21. Januar 1930 in Oldenburg; † 15. November 2015 in Hannover) war ein deutscher Soziologe.
Lüschen studierte Soziologie, Germanistik, Philosophie und Sport an der Universität zu Köln, der Universität Bonn, der Universität Graz und der University of Michigan. Nach verschiedenen Lehrtätigkeiten, auch an der Sporthochschule Köln, wurde er 1963 Dozent an der PH Hagen, 1965 Professor an der PH Bremen, ehe er 1966 Associate Professor für Sportsoziologie an der University of Illinois in Urbana (USA) berufen und 1972 zum Full Professor befördert wurde. 1981 kehrte er als Direktor des Instituts für Sportwissenschaft an die RWTH Aachen zurück; als das Institut aufgelöst und an die Universität Düsseldorf verlegt wurde, wurde er auch hier bis 1995 der Direktor des Sportinstituts. Dann nahm er einen Ruf an die University of Alabama in  Birmingham für Soziologie der Gesundheit an, wo er auch 2001 emeritiert wurde.
Seine Arbeitsschwerpunkte waren die Sportsoziologie, die Familiensoziologie, die Soziologie der Gesundheit und die Geschichte der deutschen Soziologie. Er war der Präsident des Weltverbandes der Sportsoziologen.

## Veröffentlichungen (Auswahl)
- mit René König: Jugend in der Familie. Juventa-Verlag, München 1965 (2. Aufl. 1966).
- (Hrsg.): Kleingruppenforschung und Gruppe im Sport (= Kölner Zeitschrift für Soziologie und Sozialpsychologie, Sonderhefte, Bd. 10). Westdeutscher Verlag, Opladen 1966.
- mit Eugen Lupri (Hrsg.): Soziologie der Familie (= Kölner Zeitschrift für Soziologie und Sozialpsychologie, Sonderhefte. Bd. 14). Westdeutscher Verlag, Opladen 1970 (2. Aufl. 1974, ISBN 3-531-10937-5).
- (Hrsg.): The cross-cultural analysis of sport and games. Stipes, Champain, Ill. 1970.
- mit Kurt Weis (Hrsg.): Soziologie des Sports (= Soziologische Texte. Bd. 99). Luchterhand, Darmstadt 1976, ISBN 3-472-72599-0.
- (Hrsg.): Deutsche Soziologie seit 1945 (= Kölner Zeitschrift für Soziologie und Sozialpsychologie, Sonderhefte. Bd. 21). Westdeutscher Verlag, Opladen 1979, ISBN 3-531-11479-4.
- (Hrsg.): Handbook of social science of sport. Stipes, Champain, Ill. 1981, ISBN 0-87563-191-6.
- mit James H. Frey und Gerhard Kunz: Telefonumfragen in der Sozialforschung. Methoden, Techniken, Befragungspraxis. Westdeutscher Verlag, Opladen 1990, ISBN 3-531-11888-9.
- (Mitautor): Health systems in the European Union. Diversity, convergence, and integration (= Soziologie und Sozialpolitik. Bd. 11). Oldenbourg, München 1995, ISBN 3-486-56087-5.
- (Hrsg.): Sportpolitik. Sozialwissenschaftliche Analysen (= Sozialwissenschaften des Sports. Bd. 3). Naglschmid, Stuttgart 1996, ISBN 3-927913-95-2.
- (Hrsg.): Das Moralische in der Soziologie. Westdeutscher Verlag, Opladen 1998, ISBN 3-531-13261-X.
- (Mitautor): Health promotion policy in Europe. Rationality, impact, and evaluation (= Soziologie und Sozialpolitik. Bd. 12). Oldenbourg, München 2000, ISBN 3-486-56475-7.

Festschrift
- Karl-Heinrich Bette (Hrsg.): International sociology of sport. Festschrift in honor of Günther Lüschen (= Sozialwissenschaften des Sports. Bd. 2). Naglschmid, Stuttgart 1995, ISBN 3-927913-89-8.

## Ehrungen
- 1987 Bundesverdienstkreuz 1. Klasse